# Stefan Cornaz

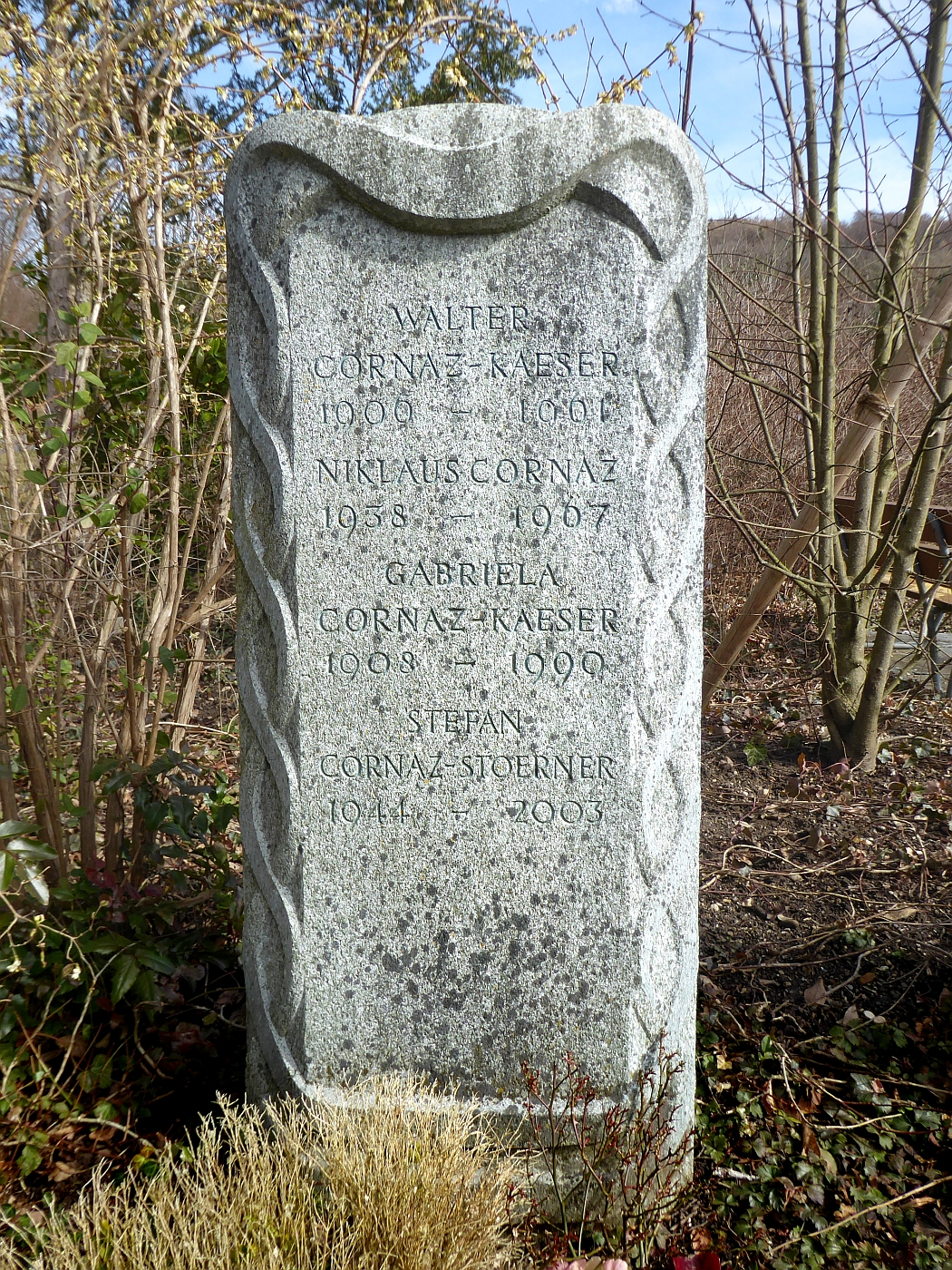
Familiengrab auf dem Friedhof am Hörnli, Riehen, Basel-Stadt

Stefan Cornaz (* 28. Januar 1944 in Basel; † 15. März 2003 ebenda) war ein Schweizer Politiker (FDP) und Historiker.

## Leben
Stefan Cornaz, Sohn eines Primarlehrers, absolvierte das Humanistische Gymnasium in Basel. Er studierte Geschichte, Deutsch und Latein an den Universitäten Basel und Kiel. Seine 1974 eingereichte Lizentiatsarbeit behandelt die Entstehung des Meinungskontrollmechanismus in der Schweiz zu Beginn des Ersten Weltkriegs. 1971–1986 arbeitete Cornaz als Gymnasiallehrer und 1986–1995 als Sekretär der Basler Handelskammer.
Als Mitglied der Freisinnig-Demokratischen Partei war Cornaz 1980–1992 Grossrat des Kantons Basel-Stadt und 1994–1995 Nationalrat. 1995 wurde er, als Nachfolger von Hans-Rudolf Striebel, in den Regierungsrat von Basel-Stadt gewählt und übernahm die Leitung des Erziehungsdepartements. Per Ende 1999 trat er aus gesundheitlichen Gründen zurück.

## Schriften
- mit Herbert Hartmann: Orientierungslaufen (OL) als Freizeitsport in Schule und Verein. Eine didaktische und methodische Einführung, Schorndorf: Verlag Karl Hofmann, 1978
- mit Roland Hirter: Orientierungslaufen. Jogging mit Köpfchen, Bern: Hallwag Verlag, 1981